# Counterparts
Counterparts – piętnasty album studyjny kanadyjskiego zespołu rockowego Rush, wydany w 1993 roku.

## Lista utworów
1. "Animate" – 6:04
2. "Stick it out" – 4:30
3. "Cut to the Chase" – 4:47
4. "Nobody’s Hero" – 4:59
5. "Between Sun & Moon" – 4:39
6. "Alien Shore" – 5:46
7. "The Speed of Love" – 5:01
8. "Double Agent" – 4:51
9. "Leave That Thing Alone" (Instrumental) – 4:06
10. "Cold Fire" – 4:29
11. "Everyday Glory" – 5:11

## Twórcy
- Geddy Lee – gitara basowa, śpiew, syntezator
- Alex Lifeson – gitara
- Neil Peart – perkusja i instrumenty perkusyjne

Dodatkowo
- Michael Kamen – dyrygent ("Nobody's Hero")
- John Webster – dodatkowy keyboard

## Certyfikaty sprzedaży
| Kraj   | Organizacja | Sprzedaż                    |
| ------ | ----------- | --------------------------- |
| USA    | RIAA        | Platynowa płyta (1 000 000) |
| Kanada | RIAA        | Platynowa płyta (100 000)   |